# José Poquet Cabrera
José Poquet Cabrera, conocido armador al que llamaban “Tio Pé” (Calpe, provincia de Alicante) fue un político español, procurador a Cortes durante el período franquista en representación de la Organización Sindical como obrero del Sindicato Nacional de Pesca desde el 16 de marzo de 1943 hasta el 24 de abril de 1946.

## Biografía
Miembro de la colonia alicantina afincada en El Puerto de Santa María. Militante falangista gaditano. Presidente del Pósito de Pescadores que constituyó el 5 de mayo de 1934 hasta 1941. Obrero redero de El Puerto de Santa María. Concejal del Ayuntamiento de El Puerto de Santa María desde el 3 de febrero de 1952 al 21 de mayo de 1958.
En 1940 adquiere a Amparo Llorca Martínez, la “Señoreta”, la finca de Calpe conocida como “Las Adelfas” de 24 143 m², por medio de una hipoteca que garantizaba el pago de 25 000 pesetas. En 1964 la vende a la promotora por 40 000 pesetas y en mayo de 1968 se desarrolla el Plan Parcial de ordenación “Las Adelfas” sobre una superficie  plantada de almendros y algarrobos.

## Parlamentario
En la mañana del domingo 1 de noviembre de 1942 se reunieron en la sede de los Sindicatos Nacionales las correspondientes Juntas Sindicales Centrales, presididas por sus respectivos jefes nacionales, con el fin de proceder a la elección de los representantes sindicales en las Cortes Españolas. La elección de los procuradores en Cortes se hizo por aclamación en todos los sindicatos y dentro del mayor entusiasmo. Procurador en Cortes en las Cortes franquistas, elegido en representación de la Organización Sindical como obrero del Sindicato Nacional de Pesca en  la  I Legislatura de las Cortes Españolas (1943-1946).